# Monanthotaxis klainii
Monanthotaxis klainii är en kirimojaväxtart som först beskrevs av Adolf Engler, och fick sitt nu gällande namn av Bernard Verdcourt. Monanthotaxis klainii ingår i släktet Monanthotaxis och familjen kirimojaväxter.

## Underarter
Arten delas in i följande underarter:
- M. k. angustifolia
- M. k. klainii
- M. k. lastoursvillensis